# GSat–4
GSat–4 modern technológiával ellátott indiai kísérleti kommunikációs és navigációs műhold.

## Küldetés
Tovább folytatni a távközlési műhold által biztosított szolgáltatásokat (adatátvitelt [vétel-adás], a földi állomások adásának-vételének képességét, a beépített szolgáltatások - internet, távoktatás - végzését.

## Jellemzői
Építette a Bharatiya Antariksh Anusandhān Sangatn (ISAR). Tervezte az Indiai Űrkutatási Szervezet (angolul: Indian Space Research Organisation, ISRO). Üzemeltette az Insat.
Megnevezései: HealthSat; GSat–4 (Geostationary Satellite).
2010. április 15-én a Sriharikota rakétabázisról LC–11 (LC–Launch Complex) jelű indítóállványról egy GSLV D3 (414 tonna) hordozórakétával állították volna közepes magasságú Föld körüli pályára. Technikai okok miatt a hordozórakéta 3. fokozata nem indult be, visszazuhant a tengerbe. A rakéta 3. fokozata egy új indiai Cryogenic Upper Stage (CUS), folyékony hidrogén-folyékony oxigén üzemanyagú egység volt. Előzőekben orosz kirogén technológiát alkalmaztak.
Társ űreszközként az indiai GAGAN - terület helymeghatározó rendszert – Global Positioning System (GPS) – vitte magával, aminek a polgári és katonai repülőgépek navigációját kellett volna segítenie. Az izraeli TAUVEX–2 (Tel-Avivi Egyetem tudományos eszközét is magával vitte. A készülékbe háromsávos ultraibolya teleszkópok voltak beépítve egy forgó platformon, méréseit 1400-3200 Angström hullámhosszon végezte volna.
Három tengelyesen (miniatűr giroszkóppal) stabilizált (csillag-Föld érzékeny) űreszköz. Programját tároló és működését segítő modern számítógépet kapott. Tömege 2118 kilogramm. Az űreszközhöz napelemeket rögzítettek2760 watt), éjszakai (földárnyék) energiaellátását lítiumion-akkumulátorok biztosították (70 volt). A stabilitás és a pályaelemek tartása érdekében ionhajtóművel volt felszerelve. Szolgálati idejét 7 évre tervezték. Többcsatornás C-sávos, illetve KU-sávos tartományban dolgozott volna. Távközlési berendezései közvetlen digitális rádió- és internet átviteli szolgáltatás, tömörített televíziós műsorszórás és más kommunikációs szolgáltatások (internet, távoktatás) teljesítésére készültek.
2010. április 15-én technikai hiba miatt visszazuhant.